# Yaw Osafo-Maafo

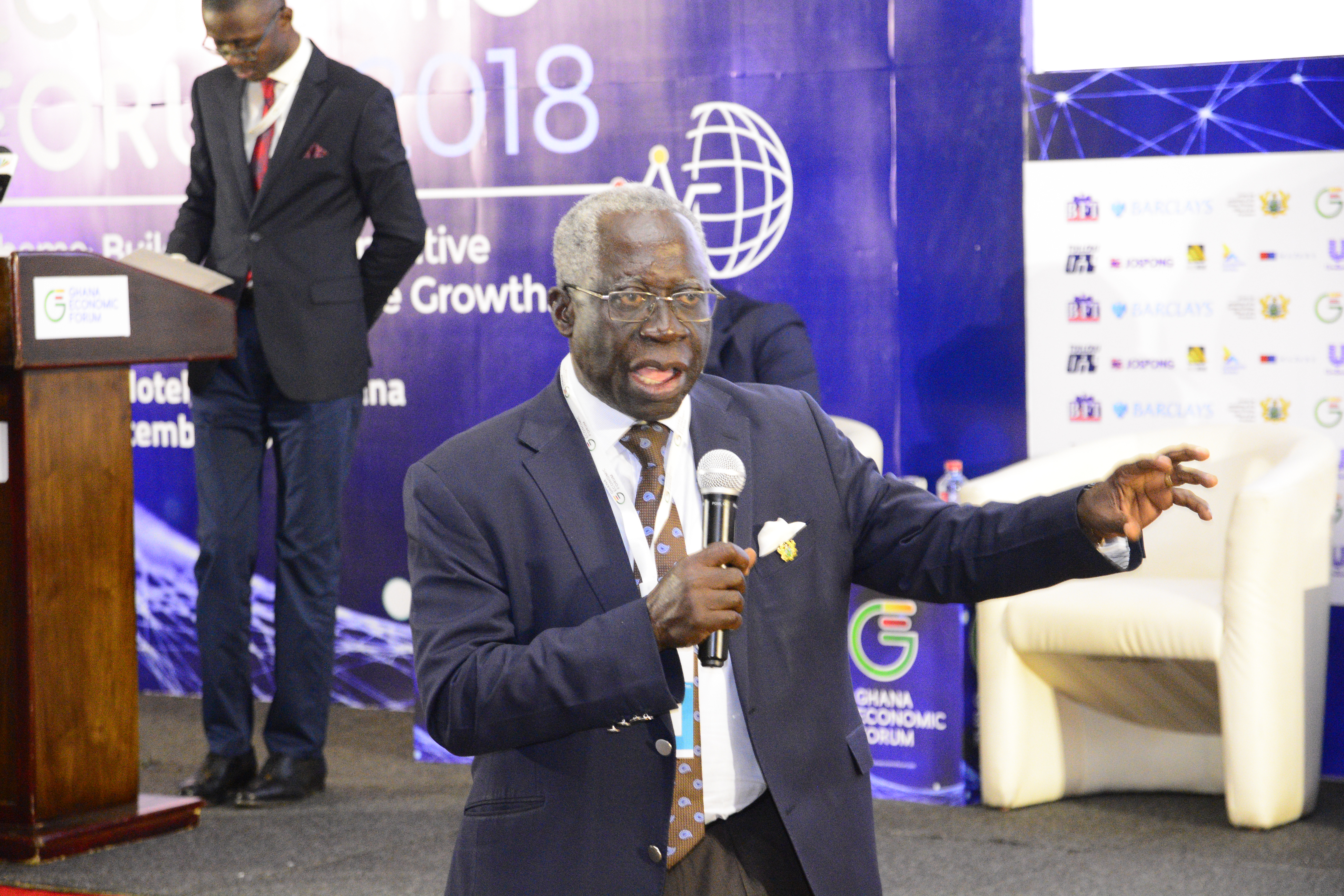
Osafo-Maafo (2018)

Yaw Osafo-Maafo ist einer der bekanntesten Bankiers und Politiker Ghanas. Neben seinem Amt als Minister für Finanzen und wirtschaftliche Planung und später als Minister für Erziehung und Sport im ghanaischen Kabinett ist er Gründungsmitglied der Regierungspartei New Patriotic Party.

## Ausbildung
Osafo-Maafo erhielt seine höhere Schulbildung an der renommierten Achimota School in Accra. Für seine herausragenden schulischen Leistungen wurde er durch die ghanaische Vereinigung von Lehrern in den Naturwissenschaften ausgezeichnet. Er schrieb sich an der Kwame Nkrumah University of Science and Technology in Kumasi in das Fach Ingenieurwissenschaften ein. Im Jahr 1967 schloss er hier als Maschinenbauingenieur sein Studium ab.
Osafo-Maafo wechselte bereits 1968 in die USA, um sich hier als Ingenieur fortzubilden. Am Institut für Metallbau machte er seinen Abschluss.

## Karriere
Osafo-Maafo wurde bei einer ghanaischen Bank, der Bank for Housing and Construction, eingestellt und erreichte hier bis 1982 den Posten eines Bankdirektors. Zwischen 1982 und 1989 arbeitete er in dieser Position und baute die wirtschaftlichen Kontakte insbesondere auf dem Internationalen Finanzmarkt aus.
Im Jahr 1990 wurde er vom damaligen Provisional National Defence Council (PNDC) unter dem damaligen Militärdiktator und späteren Präsidenten Jerry Rawlings zum Direktor der National Investment Bank ernannt. Osafo-Maafo war in dieser Position mit den von der Regierung angestrebten ehrgeizigen Zielen betraut worden, die verlustträchtige Bank umzustrukturieren. Bereits nach zwei Jahren gelang es ihm Gewinne zu erzielen.
1992 wurde er durch die ghanaische Ingenieursvereinigung zum Repräsentanten in der verfassunggebenden Versammlung. Osafo-Maafo konnte so auf die vierte Verfassung Ghanas, insbesondere auf die Finanzverfassung seinen Einfluss geltend machen.
Er wurde unter anderem neben Albert Adu Boahen Gründungsmitglied der New Patriotic Party. Seit 1996 ist er für den Wahlkreis Akyem Oda (Akyem Oda Constituency) Mitglied im ghanaischen Parlament und wurde 2000 sowie 2004 im Amt bestätigt.
Zwischen 2001 und 2005 war Osafo-Maafo im Kabinett von Präsident John Agyekum Kufuor Minister für Finanzen und wirtschaftliche Planung (Minister of Finance and Economic Planning). Zwischen 2005 und April 2006 war er in der zweiten Amtszeit von Kufuor im Amt des Ministers für Erziehung und Sport tätig. Das Ministerium für Erziehung und Sport wurde im April 2006 erweitert um das Ressort Wissenschaft und vom Minister Papa Owusu-Ankomah weitergeführt.

## Auszeichnungen
Neben seiner Wahl zur verfassunggebenden Versammlung von 1992 ist seine Ehrung durch die Vereinigung westafrikanischer Bankiers (West African Bankers Association) im Jahr 1989 für seine besonderen Verdienste in der Bankindustrie hervorzuheben.